# Bonifacio Álvarez (político peruano siglo XX)
Bonifacio Álvarez fue un político peruano. 
Fue elegido diputado por la provincia de Calca en 1901 hasta 1906 durante los gobiernos de Eduardo López de Romaña, Manuel Candamo, Serapio Calderón y José Pardo y Barreda en la República Aristocrática.